# Sochova vila
Sochova vila je jednopatrová volně stojící secesní stavba v Husově ulici v Litovli. Postavena byla roku 1910 podle návrhu J. Kučery pro Vácslava Sochu, který se roku 1900 stal prvním českým starostou Litovle. Do vchodu vily byl již při stavbě vsazen renesanční portál z roku 1572, který pocházel z budovy litovelské radnice. Stavba stála původně na břehu Nečíze, malého ramene řeky Moravy protékajícího centrem Litovle, který však byl v těchto místech v první polovině 60. let 20. století zakryt kovovou konstrukcí, zasypán zeminou a upraven jako předzahrádka.
Jižní fasáda směřující do Husovy ulice má tři okenní osy, přičemž ta střední je tvořena rizalitem ukončeným štítovým vikýřem. V patře rizalitu vystupuje z budovy malý balkón se zábradlím v podobě stylizovaných včel. Trojúhelníkový štít má zkosenou špičku, je ozdoben několika modrými glazovanými kachly a v jeho omítce je plasticky vyveden letopočet 1910. V jeho středu se nachází okno, jehož záklenek má tvar malého úseku dvanáctiúhelníku. V jihovýchodním rohu vily se tyčí polygonální věž zakončená jehlancovou helmicí francouzského typu. Tato helmice má měděnou střešní krytinu. Celé přízemní patro je ozdobeno pásovou bosáží a od horního patra ho odděluje kordonová římsa, na níž je parapetní pás s plastickými geometrickými motivy v omítce. Přízemní okna jsou segmentově zaklenuta. Okna v patře jsou zdůraněna zdobenou šambránou s modře glazovanými kachly podobným těm ve štítě.

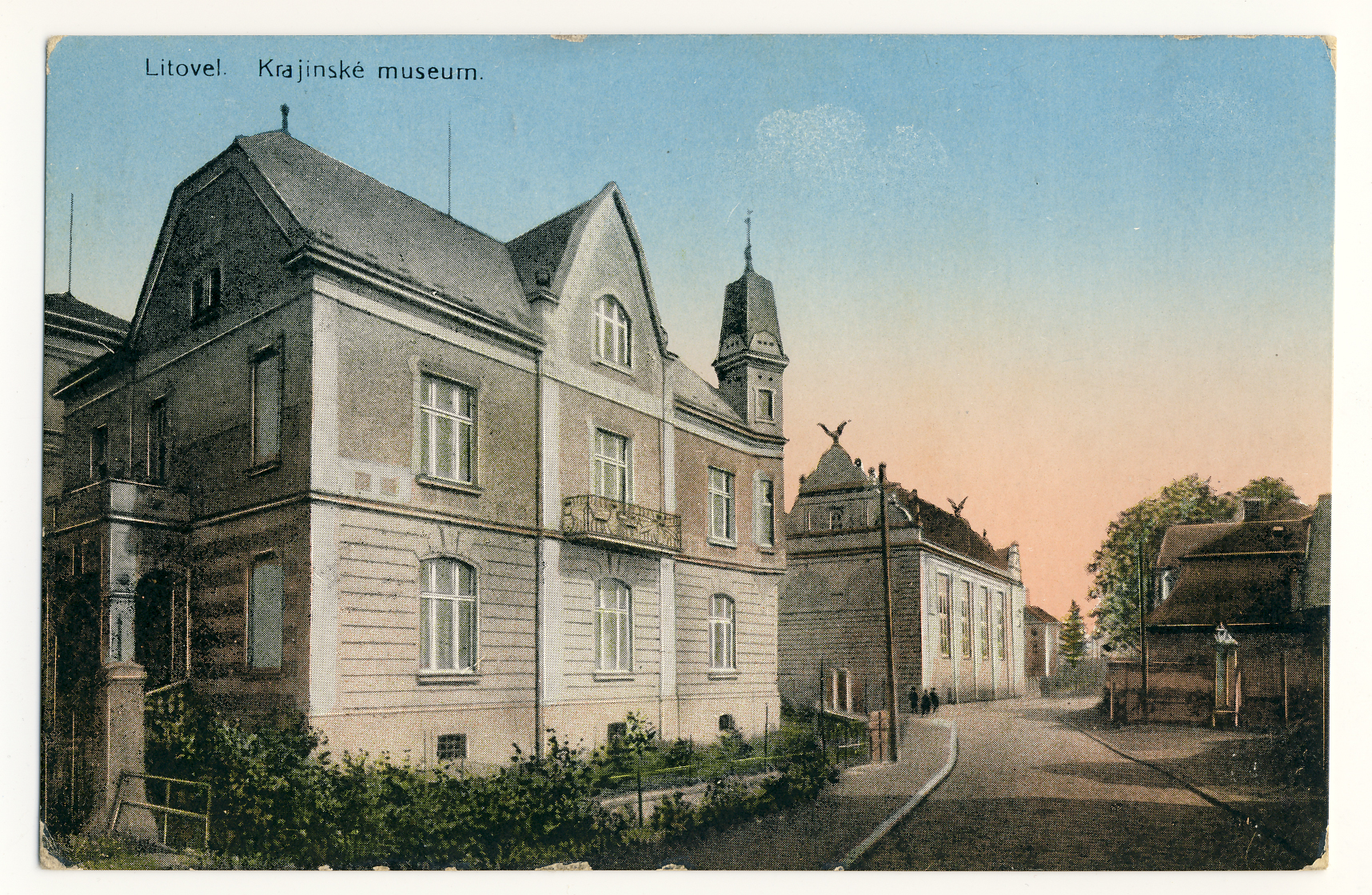
Sochova vila v Husově ulici před rokem 1918

Od roku 1913 do roku 1919 ve vile sídlilo muzeum Krajinské muzejní společnosti, neboť Vácslav Socha byl zároveň jedním z jeho zakladatelů. V budově a jejím areálu se dodnes nacházejí různé historické exponáty, které kdysi bývaly součástí muzejních sbírek. Nad zmíněným portálem je umístěna deska s městským znakem, v němž jsou však obě ryby umístěny netypicky nad sebou. Tato deska byla původně součástí portálu domu na náměstí, na což odkazuje nápis RENOVATUM 1684 (zřejmě rok opravy dotyčného domu a jeho spojení s radniční věží klenbou nad Šerhovní ulicí). Po stranách vchodu do vily jsou zazděny další plastiky z muzejních sbírek. Jedná se o dva renesanční náhrobky. Jeden z nich byl původně umístě v dlažbě Mariánské kaple v litovelském kostele svatého Marka. Ten druhý je ze hřbitova kostela Neposkvrněného početí Panny Marie v Olomouci a je opatřen českým nápisem, což nebylo pro náhrobky v tomto tehdy převážně německém městě obvyklé. Kromě toho jsou nad balkónem vily zazděny tři střílny z městských hradeb a do jedné ze stěn kamenná švédská koule.
V další historii měly v Sochově vile postupně své sídlo městská knihovna, Sbor národní bezpečnosti, sekretariát KSČ a od roku 1992 je zde obvodní oddělení Policie České republiky. Od roku 2004 je dům chráněn jako kulturní památka České republiky.

## Galerie

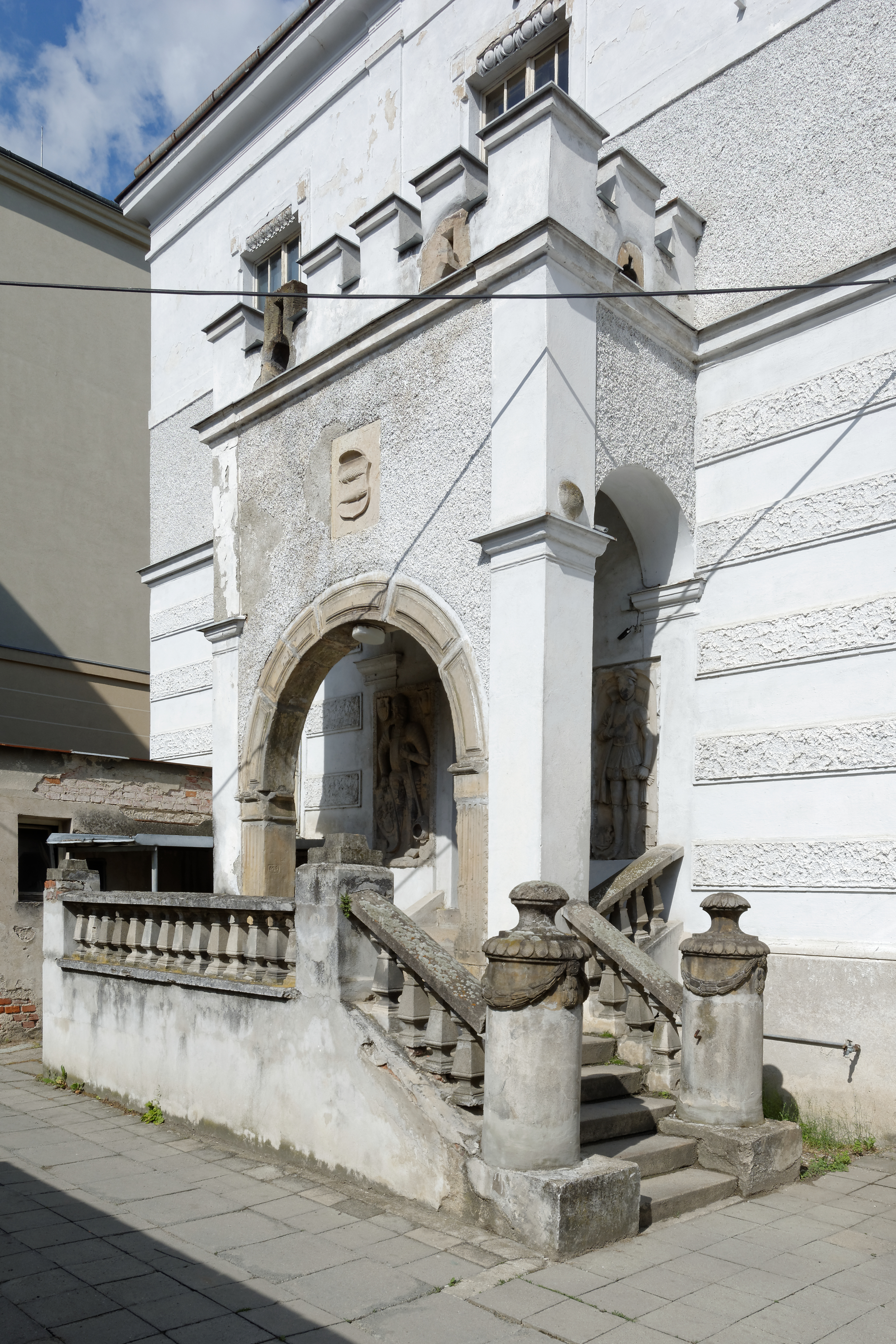
Vchod do Sochovy vily
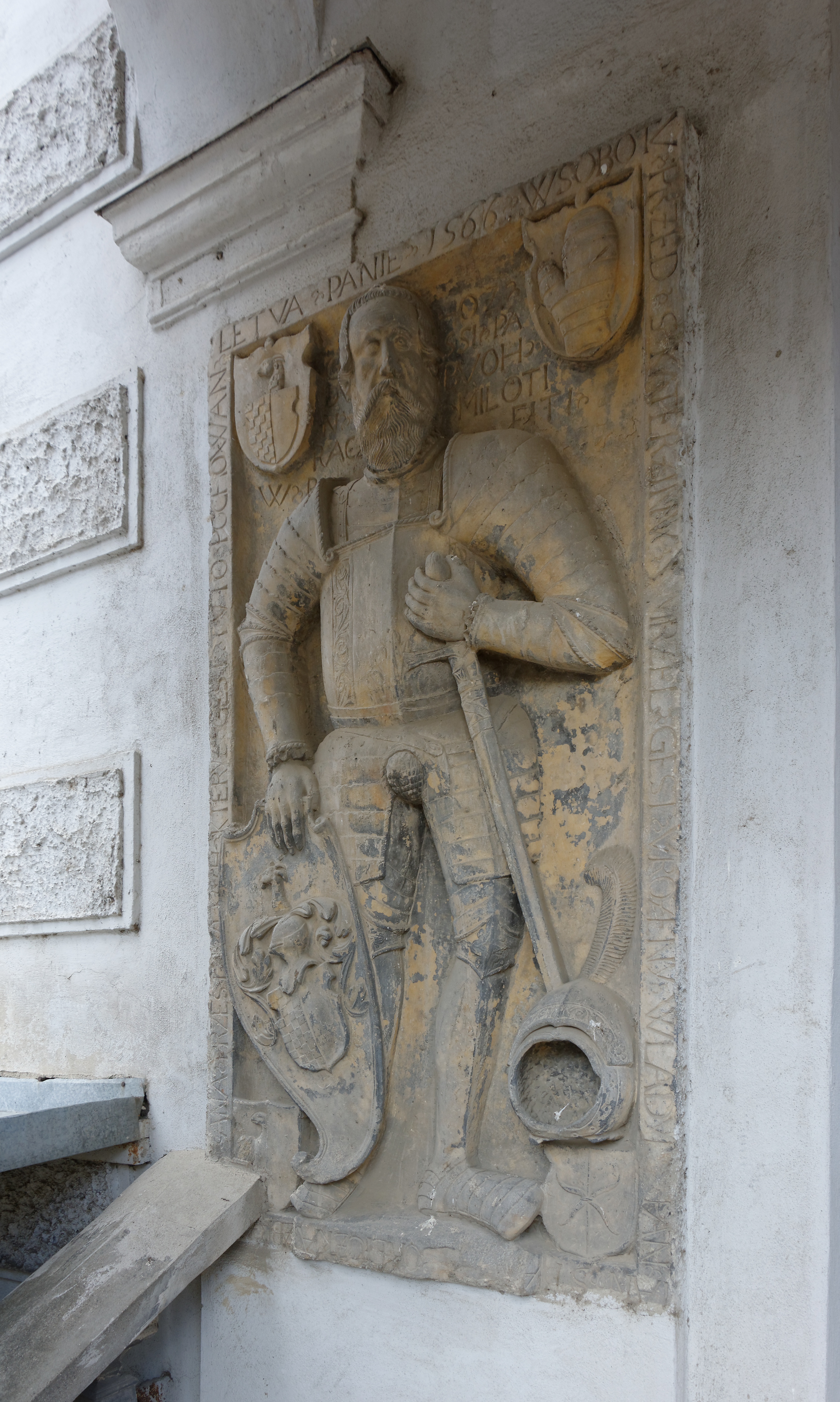
Zazděný náhrobek po levé straně vchodu
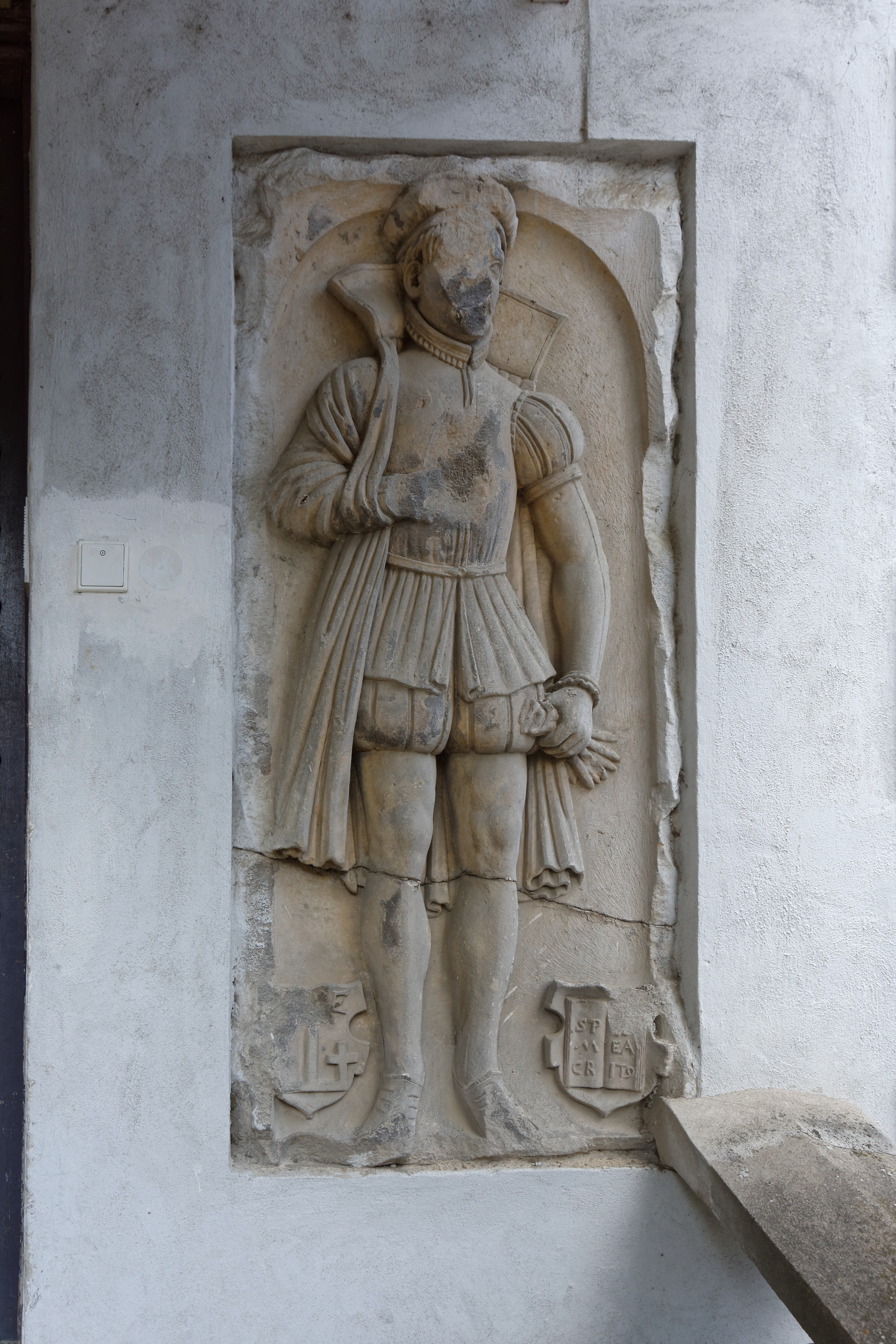
Zazděný náhrobek po pravé straně vchodu
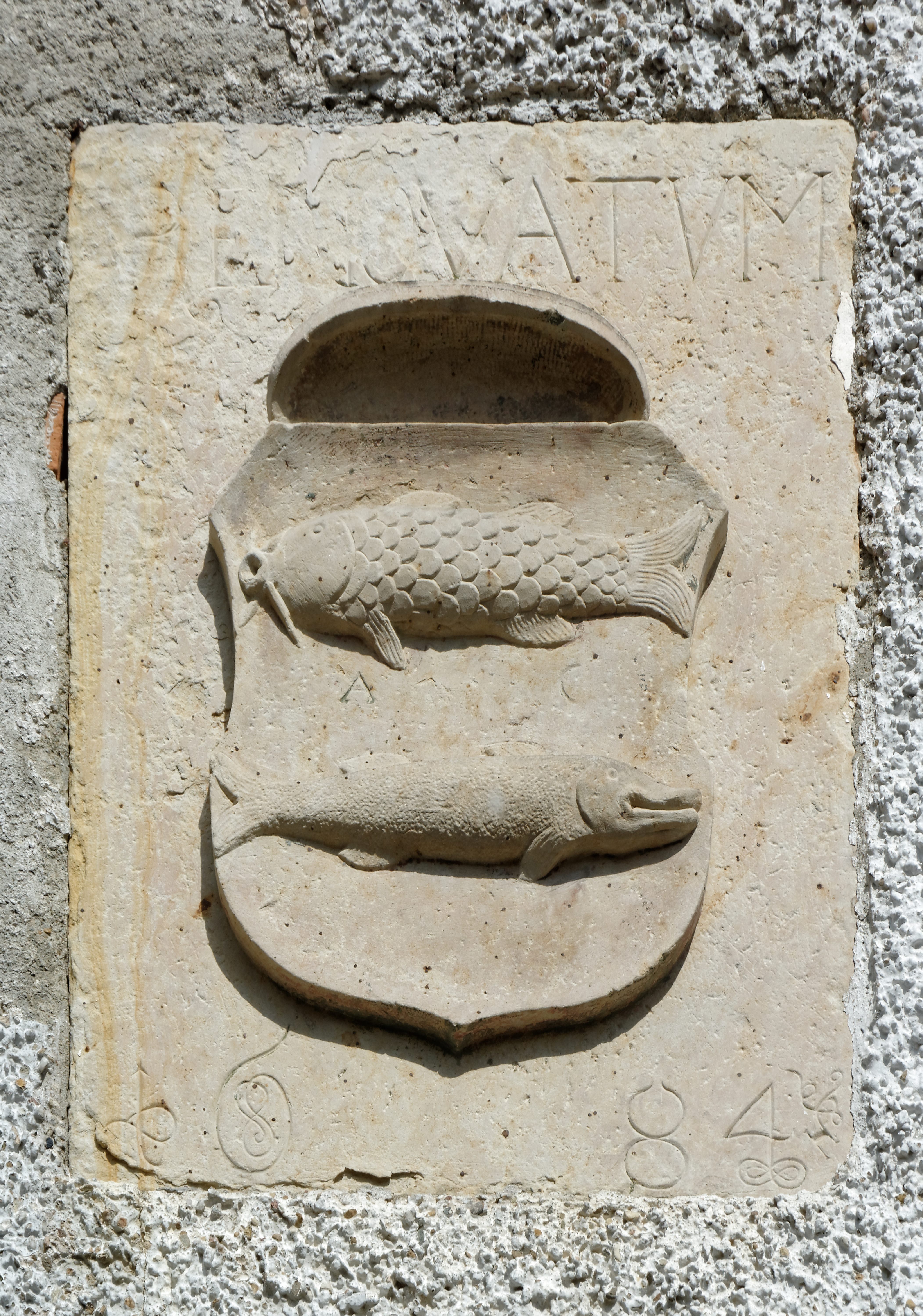
Městský znak nad vchodem s rybami umístěnými netypicky nad sebou
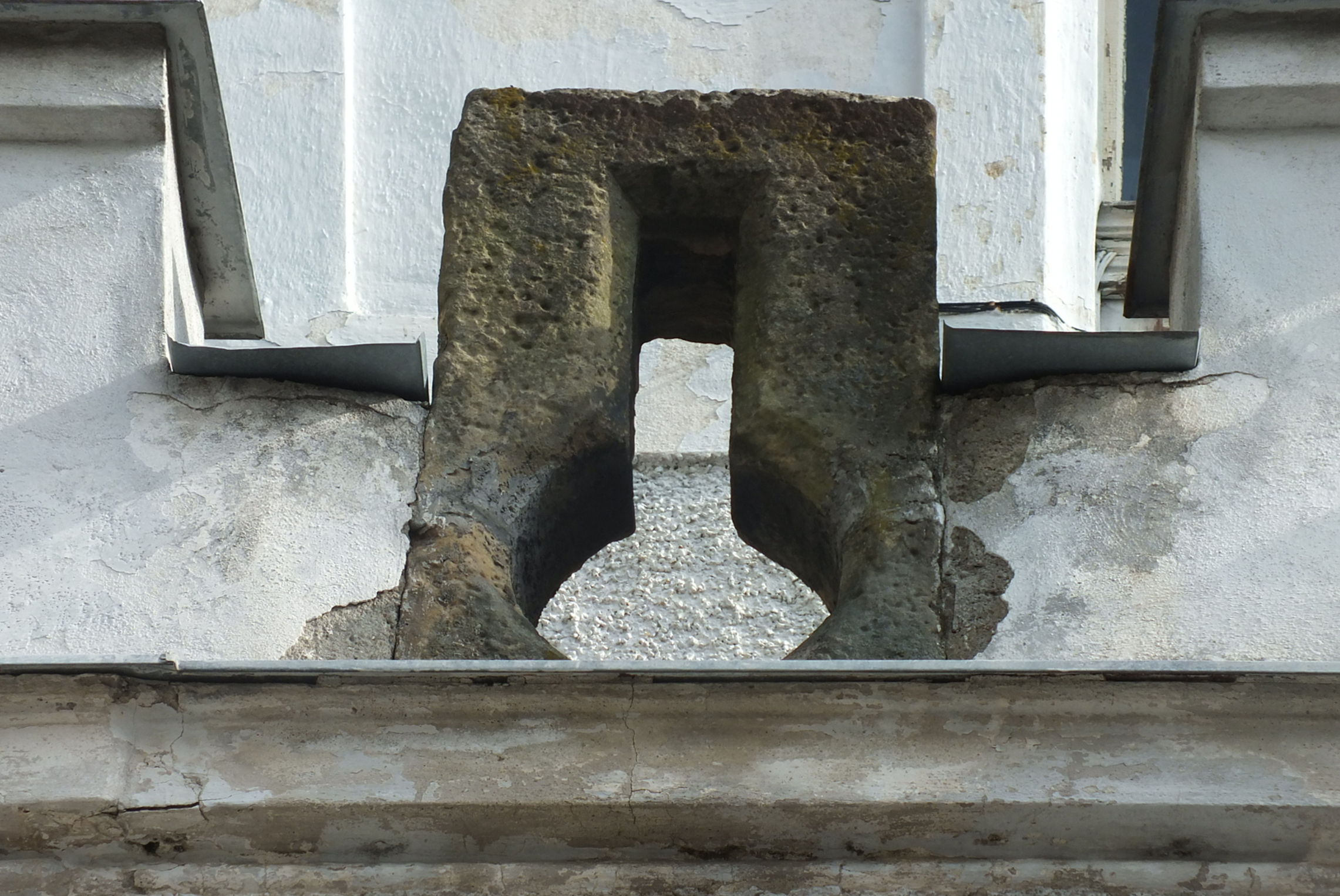
Střílna na balkóně
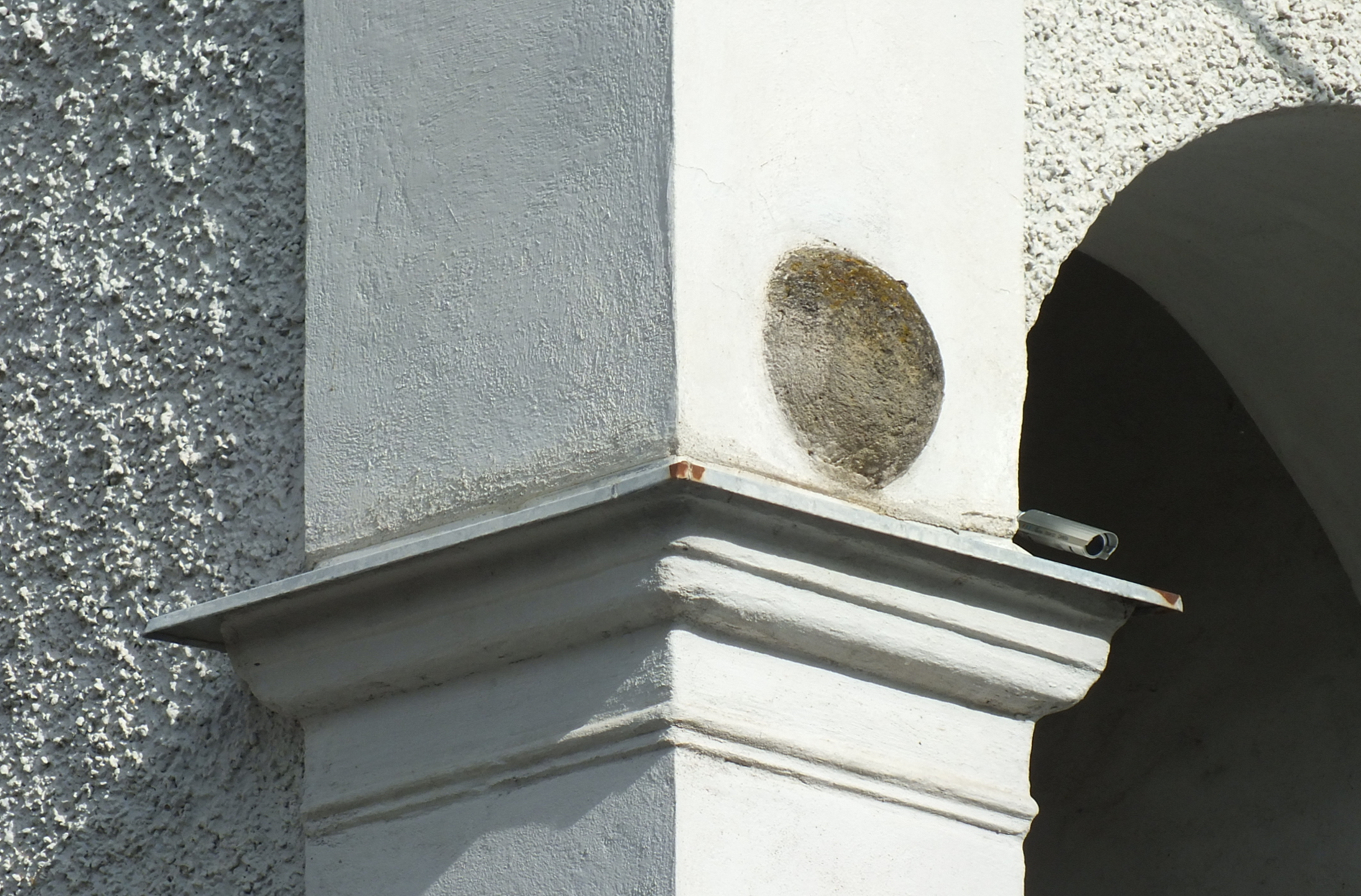
Dělová koule zazděná u vchodu